# Jules Carde
Pour les articles homonymes, voir Carde.
Jules Carde (1874-1949) est un administrateur colonial français, gouverneur général de l'AOF et de l'Algérie.
Il est élevé à la dignité de grand-croix de la Légion d'honneur en 1935.

## Biographie

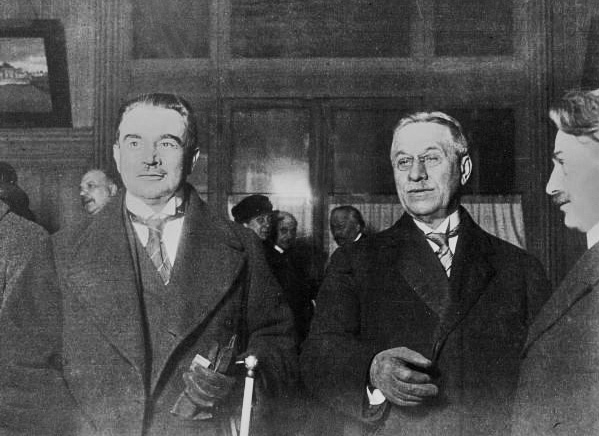
Jules Carde, à la gauche de Martial Merlin (Paris, 1923).

Né à Batna en Algérie le 3 juin 1874, Jules Carde poursuit ses études au  lycée d'Alger. Il débute dans l'administration coloniale avec Gallieni à Madagascar où il reste pendant sept ans (jusqu'en 1907). Il est ensuite chef de cabinet du gouverneur de la Martinique, secrétaire général de la Côte d'Ivoire, chef de cabinet du gouverneur général de l'Afrique-Équatoriale française (AEF), lieutenant-gouverneur du Moyen-Congo, secrétaire général du gouverneur de l'AOF, puis de 1919 à 1923 premier commissaire de la République au Cameroun, dont le statut change pendant cette période. 
Succédant à Martial Merlin, Jules Carde est nommé gouverneur général de l'AOF le 18 mars 1923, un poste qu'il occupera jusqu'au 15 octobre 1930. Peu après son installation, le 11 novembre 1923 il pose la première pierre de la Cathédrale du Souvenir africain à Dakar, en présence notamment de Blaise Diagne, alors député du Sénégal. Carde s'attache tout particulièrement au développement économique, à la santé publique et à l'éducation. C'est sous son autorité que l'instruction publique est réorganisée en AOF, par le décret du 1er mai 1924. Jules Brévié est son successeur à la tête de l'AOF.
Le 3 octobre 1930 Carde est nommé gouverneur général (civil) de l’Algérie, fonction qu'il exerce jusqu'au 21 septembre 1935.
Jules Carde meurt le 10 juillet 1949. Il est inhumé au cimetière Alphonse Karr de Saint-Raphaël (Var).
Il était grand-croix de la Légion d'honneur.

## Écrits
- Principales réformes réalisées et mesures adoptées, 1920, 75 p.
- « La réorganisation de l'enseignement en Afrique occidentale française », Revue indigène, mai-juin 1924, n° 185-186, p. 111-129
- Magasins généraux de la santé publique : notice n° 5, 1933
- Instructions d'ordre général relatives au fonctionnement de l'assistance médicale : notice n° 3, 1933
- L'Afrique Occidentale française, Vie Technique, Paris, 1926, 130 p.
- Exposé de la situation générale de l'Algérie en 1934, Solal, 1935
- « La colonisation indigène dans la vallée du Niger », Le Monde colonial illustré, Paris, 17e année, n° 189, mars 1939

## Hommages
L'École africaine de médecine et de pharmacie créée en 1916 à Dakar a d'abord porté son nom. Aujourd'hui sa mémoire est perpétuée notamment par le boulevard Carde à Abidjan, où se trouve le siège du Conseil constitutionnel de Côte d'Ivoire.